# الان چه اتفاقی افتاد (فیلم ۲۰۱۸)
الان چه اتفاق افتاد یا آنچه هم‌اکنون رخ داد (به انگلیسی: What Just Happened) یک فیلم سینمایی کمدی نیجریه‌ای به کارگردانی چارلز اوواگبائی محصول سال ۲۰۱۸ با بازی اوفوما مک درموت ، آفیز ایتورو ، سگون آرینزه ، توئین آبراهام ، مایک ازورونی است.   این فیلم در ایالت لاگوس و لس آنجلس فیلمبرداری شده است. 